# Kám (Noé fia)

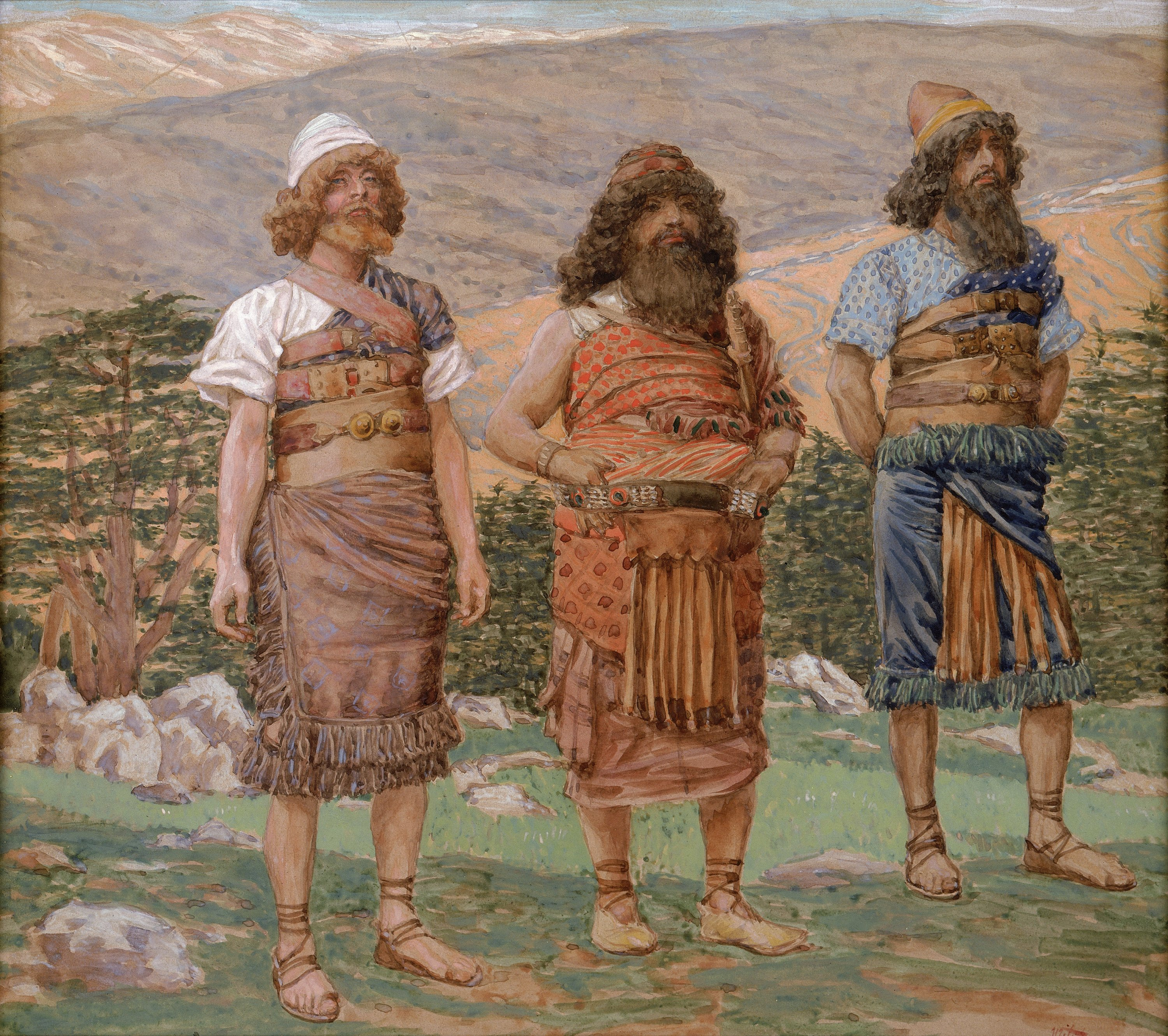
Sém, Kám és Jáfet

Kám  vagy Khám  vagy Hám  (héber: חָם; arab: حام, Ḥām) mint bibliai alak, Noé három fiának egyike volt. Feleségével együtt ő is a bárkában vészelte át az özönvizet. A Biblia tőle származtatja a kánaánitákat  és a három nagy népcsoport egyikét, a hamita  (észak-afrikai) népeket.
A Szentírás szerint Noé a vízözön után szőlőt ültetett és bort préselt magának, amitől kissé berúgott, s annyira melege lett, hogy meztelenre vetkőzve feküdt sátrában. Ezt meglátta Kám, aki viszont nyomban hírül is adta a szégyent két testvérének. Sém és Jáfet elszörnyülködtek efölött, s takarókat vittek, azzal takarták be apjukat, s közben nem néztek oda, nehogy bármit is lássanak Noé szemérméből. Kijózanodása utána Noé megátkozta Kámot, amiért nem cselekedte azt, mint két testvére, sőt hírbe is hozta apját előttük. Az átok szerint Kám utódai Sém utódait fogják szolgálni és utolsók lesznek a sorban (Ter 9,20-27).

## Kám fiai

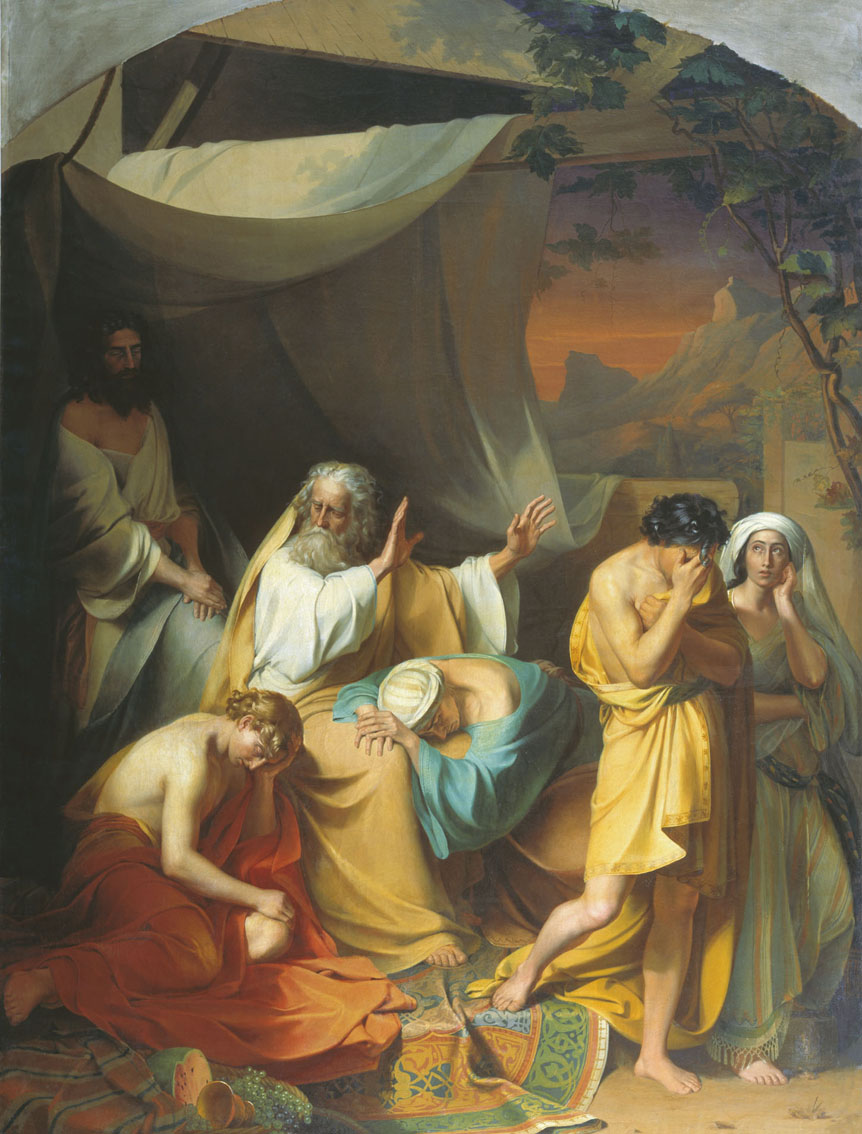
Noé megátkozza Kámot

A népcsoportok Iosephus Flavius alapján. Jáfet leszármazottai pirossal, Sém utódai zölddel, Kám leszármazottai kék színnel

Kus, Micrajim, Put és Kánaán.